# Haemogregarina hemiscyllii
Haemogregarina hemiscyllii is een soort in de taxonomische indeling van de Myzozoa, een stam van microscopische parasitaire dieren. Het organisme komt uit het geslacht Haemogregarina en behoort tot de familie Haemogregarinidae. Haemogregarina hemiscyllii werd in 1961 ontdekt door Mackerras & Mackerras.